# Václav Kolařík (fotbalista)
Václav Kolařík (* 9. října 1972) je bývalý český fotbalista a futsalista.

## Hráčská kariéra
Plzeňský odchovanec zasáhl v československé nejvyšší soutěži v ročníku 1992/93 do 4 utkání v dresu Bohemians Praha, v nichž neskóroval.
V ČFL hrál za Mladou Boleslav (1993/94) a Český Brod (1994/95). Nastupoval rovněž za menší kluby TJ Přeštice, TJ Prazdroj Plzeň a TJ Sokol Město Touškov.
Hrál také nejvyšší futsalovou soutěž za Indoss Plzeň, ve 3 ročnících nasbíral 46 startů a vstřelil 1 branku. Ve stejném klubu se účastnil i 9 sezon druhé nejvyšší soutěže, v níž odehrál 136 utkání a připsal si jednu branku.

## Ligová bilance
| Ročník                                   | Zápasy | Góly | Minuty | Klub            |
| ---------------------------------------- | ------ | ---- | ------ | --------------- |
| 1. československá fotbalová liga 1992/93 | 4      | 0    | –      | Bohemians Praha |
| CELKEM 1. LIGA                           | 4      | 0    | –      |                 |